# Dům U koulí
Dům U Koulí je památkově chráněný objekt v jihočeském Písku, na adrese Fráni Šrámka 131. Název má podle dělových koulí, které byly v domě a jeho blízkosti nalezeny a do jeho přední zdi zazděny, neboť dům stojí poblíž městských hradeb. Do roku 2014 budova sloužila jako základní umělecká škola.

## Historie
Dům vznikl původně jako renesanční v 16. století a později byl přestavěn v první polovině století devatenáctého v klasicistním slohu. V průčelí, které je orientováno do ulice Fráni Šrámka, se dochovaly části původní renesanční omítky se sgrafity, které byly odhaleny po rekonstrukci budovy v roce 1993.
V tomto domě rovněž strávil své mládí básník Fráňa Šrámek, což připomíná pamětní deska umístěná na fasádě budovy. Ve dvoře se nachází památník Otakara Ševčíka.
V padesátých letech 20. století byl dům znárodněn a později sloužil pro potřeby umělecké školy, která zde byla umístěna v roce 1963 a působila v uvedených prostorách až do roku 2014. 